# Medizinische Hochschule Hannover

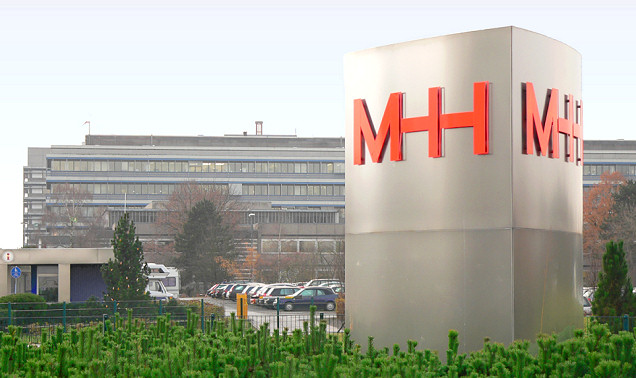
Eingangs-Pylon neben der Haupteinfahrt

Die Medizinische Hochschule Hannover (MHH) ist eine Hochschule in Hannover mit den Studienfächern Medizin und Zahnmedizin. Daneben können außer Biochemie und Biomedizin auch postgraduale Studiengänge wie Gesundheitswissenschaften belegt werden. Das Klinikum der Medizinischen Hochschule Hannover ist ein Krankenhaus der Maximalversorgung, mit einem überregionalen Einzugsbereich.

## Geschichte
Der Plan, in Niedersachsen neben der Universität Göttingen eine zweite Medizinische Fakultät zu errichten, geht auf das Jahr 1961 zurück. Gründungsrektor der Medizinischen Hochschule Hannover war der Göttinger Internist Rudolf Schoen (1964 bis 1967). Erster gewählter Rektor war der Internist Fritz Hartmann. Der Wissenschaftsrat hatte empfohlen, in Deutschland sieben neue medizinische Lehreinrichtungen zu errichten.
Diese Neugründungen sollten allerdings nicht nur die bestehenden Einrichtungen entlasten, sondern auch dazu genutzt werden, Reformideen in der Ausbildung neuer Ärzte zu verwirklichen. Dieser Idee folgend, weicht schon die Organisationsstruktur von der einer klassischen Universität ab und orientiert sich vielmehr an der Department-Struktur amerikanischer Universitäten. Die Abteilungen wurden Zentren zugeordnet, die wiederum in vier Sektionen (Vorklinische Fächer, Große Klinische Fächer, Kleine Klinische Fächer, Klinisch-Theoretische Fächer) zusammengefasst sind.
Als akademische und klinische Einrichtung wurde der Leitspruch In necessariis unitas, in dubiis libertas, in omnibus caritas gewählt, mit dem Ideale und Zielsetzung als Verpflichtung und Aufgabe umrissen werden sollten. Die Worte unitas libertas caritas finden sich daher auch im akademischen Logo der Hochschule, auf der Amtskette des Rektors und im Siegel wieder. Gestaltet wurde es, ebenso wie das Hochrelief, das sich im Klinischen Lehrgebäude befindet, von dem Bildhauer Kurt Lehmann (1905–2000).
Knapp vier Jahre nach ihrer Gründung wurde im Jahr 1965 der Lehrbetrieb mit 41 eingeschriebenen Studierenden aufgenommen. Mangels eigener räumlicher Möglichkeiten fand der Unterricht zunächst im städtischen Krankenhaus Oststadt in Hannover statt. Parallel dazu erfolgten die Grundsteinlegung und dann die Errichtung neuer Gebäude auf einem rund 400.000 Quadratmeter großen Areal im Roderbruch. Bis zum Jahr 1978 entstanden hier alle wichtigen Einrichtungen, wie Zentralklinikum, Polikliniken, Kinderklinik, Klinik für Zahn-, Mund- und Kieferheilkunde, die Bibliothek, verschiedene Laborgebäude, Lehrgebäude und Hörsäle sowie Versorgungs- und Verwaltungsgebäude, Wohnheime und Wohnhäuser. Erst in den letzten Jahren wurde ein weiteres Gebäude ergänzt, das seit 2004 die Frauenklinik und das „Rudolf Pichlmayr“ Transplantations- und Forschungszentrum beherbergt. Die Abteilung für Plastische, Hand- und Wiederherstellungschirurgie zog zum Jahreswechsel 2006 aus dem Klinikum Oststadt-Heidehaus in das Klinikum der MHH.
Von 1973 bis 1997 betrieb die Hochschule den Forschungsreaktor Hannover, einen Kernreaktor zur Herstellung von Radioaktivität für die Nuklearmedizin.
Die Hochschule ist als Campus-Universität errichtet, mit der Orthopädie im Annastift befindet sich lediglich eine Abteilung in einem externen Krankenhaus.

Akademisches Logo der MHH

Moderne Variante des Logos

Wiederholt zur Diskussion stand die Umwandlung in eine Stiftungsuniversität.

## Rektoren und Präsidenten
in chronologischer Auflistung
- 1964–1967: Rudolf Schoen
- 1967–1969: Fritz Hartmann
- 1969–1971: Hans-Stephan Stender
- 1971–1973: Heinz Hundeshagen
- 1973–1975: Helmut Fabel
- 1975–1977: Heinz Hundeshagen
- 1977–1979: Ellen Schmidt
- 1979–1985: Heinz Hundeshagen
- 1985–1989: Klaus Alexander
- 1989–1993: Heinz Hundeshagen
- 1993–1997: Reinhard Pabst
- 1997–1999: Karl-Martin Koch
- 1999–2004: Horst von der Hardt
- 2004–2013: Dieter Bitter-Suermann[9]
- 2013–2018: Christopher Baum
- 2019–2024: Michael P. Manns
- seit 2025: Denise Hilfiker-Kleiner

## Forschung und Lehre
Die MMH wurde als Reformhochschule gegründet. So wurde dort von Anfang an nach dem Konzept der Zusammenarbeit von Lehrenden und Lernenden „in kleinen Gruppen am Krankenbett“ gearbeitet.
Seit 2003 wird – bestärkt durch die 2002 verabschiedete Approbationsordnung für Ärzte – in der MHH in dem Studienmodell HannibaL (Hannoverscher integrierter, berufsorientierter und adaptiver Lehrplan) unterrichtet.
Im Jahr 2021 waren insgesamt 3780 Studierende, davon 2527 Frauen (66,9 %), aus 80 Nationen an der MHH eingeschrieben. 489 Studierende (12,9 %) besaßen einen ausländischen Pass. Sie studierten größtenteils Humanmedizin (2347), gefolgt von Zahnmedizin (463).
Medizinstudenten müssen ihr letztes Studienjahr als Praktisches Jahr am Universitätskrankenhaus ihrer Universität oder einem akademischen Lehrkrankenhaus absolvieren. Die Studenten können ihr Praktisches Jahr an über 50 Lehrkrankenhäusern absolvieren.

### Studiengänge
- Humanmedizin (Staatsexamen)
- Zahnmedizin (Staatsexamen)
- Klinische Psychologie und Psychotherapie (M.Sc.)
- Biomedizin (M.Sc.)
- Biochemie (M.Sc.)
- Biomedizinische Datenwissenschaften (M.Sc.)[11]
- Ergänzungsstudiengang „Bevölkerungsmedizin und Gesundheitswesen“ (Public Health)
- PhD Aufbaustudiengang „Molekulare Medizin“
- PhD Aufbaustudiengang „Epidemiologie“
- PhD Aufbaustudiengang „Infektionsbiologie“
- PhD Aufbaustudiengang „Regenerative Wissenschaften“
- PhD Aufbaustudiengang „Funktion und Pathophysiologie des auditorischen Systems“
- Ergo- und Physiotherapie (M.Sc.)
- Hebammenwissenschaft (B.Sc./European Master of Science in Midwifery)

Die beiden erstgenannten M.Sc.-Programme sowie die PhD-Studiengänge befinden sich unter dem Dach der Abschlussschule Hannover Biomedical Research School, die seit 2006 im Rahmen der Exzellenzinitiative des Bundes gefördert wird.
Gemeinsam mit der Leibniz Universität Hannover und der Tierärztlichen Hochschule Hannover
- Biologie (B.Sc.)
- Biochemie (Dipl. und B.Sc.)
- Biomedizintechnik (M.Sc.), der frühere Aufbaustudiengang „Biomedizinische Technik“ wurde zum Wintersemester 2005/06 eingestellt
- Promotionsstudiengang „Systemische Neurowissenschaften“

Gemeinsam mit der GISMA Business School, Hannover, und der Purdue University, Indiana, USA
- Aufbaustudiengang „Geschäftsführung im Gesundheitsmanagement“

### Drittmittelprojekte
Im Jahr 2021 hat die Medizinische Hochschule Hannover rund 97,2 Millionen Euro an Drittmitteln verausgabt. 1002 der 8499 Mitarbeiter der MHH werden aus Drittmitteln finanziert. Ca. 30 % der Drittmittel stammen von der Deutschen Forschungsgemeinschaft (DFG), ca. 25 % vom Bundesministerium für Bildung und Forschung (BMBF).

#### Deutsche Forschungsgemeinschaft
Wissenschaftler der MHH sind derzeit an Sonderforschungsbereichen der DFG beteiligt:
- SFB 900: Chronische Infektionen: Mikrobielle Persistenz und ihre Kontrolle
- SFB 738: Optimierung konventioneller und innovativer Transplantate
- SFB TRR 127: Biologie der xenogenen Zell- und Organtransplantation – vom Labor in die Klinik (ausgelaufen)
- SFB 587: Immunreaktion der Lunge bei Infektion und Allergien (ausgelaufen)
- SFB 621: Pathobiologie der intestinalen Mukosa (ausgelaufen)
- SFB 566: Zytokin-Rezeptoren und Zytokin-abhängige Signalwege als therapeutische Zielstrukturen (ausgelaufen)
- SFB 599: Zukunftsfähige bioresorbierbare und permanente Implantate aus metallischen und keramischen Werkstoffen (ausgelaufen)
- SFB Transregio 37: Mikro- und Nanosysteme in der Medizin – Rekonstruktion biologischer Funktionen (ausgelaufen)

Die DFG fördert an der MHH die Graduiertenkollegs
- Pseudomonas: Pathogenicity and Biotechnology
- Charakterisierung pathophysiologischer Versuchstiermodelle – funktionale und genetische Analysen
- Mukosale Erreger-Wirt-Interaktionen
- Strategies of Human Pathogens to Establish Acute and Chronic Infections

Außerdem fördert die DFG die Forschergruppen
- Stammzelltherapie und Immunmodulation – molekulare Therapieansätze in der Pädiatrie
- Molekulare Grundlagen und konsekutive Therapieansätze beim hepatozellulären Karzinom
- Xenotransplantation
- Lungentransplantation
- Polysialinsäure: Evaluation eines neuen Werkstoffs als Gerüstsubstanz für die Herstellung artifizieller Gewebe

#### Bundesministerium für Bildung und Forschung
- Kompetenzzentrum Kardiovaskuläre Implantate
- Kompetenznetz Rheuma
- Kompetenznetz Hepatitis

### Weitere Forschungsbereiche
Des Weiteren befindet sich an der MHH angesiedelt eine Verkehrsunfallforschung.

## Klinikum

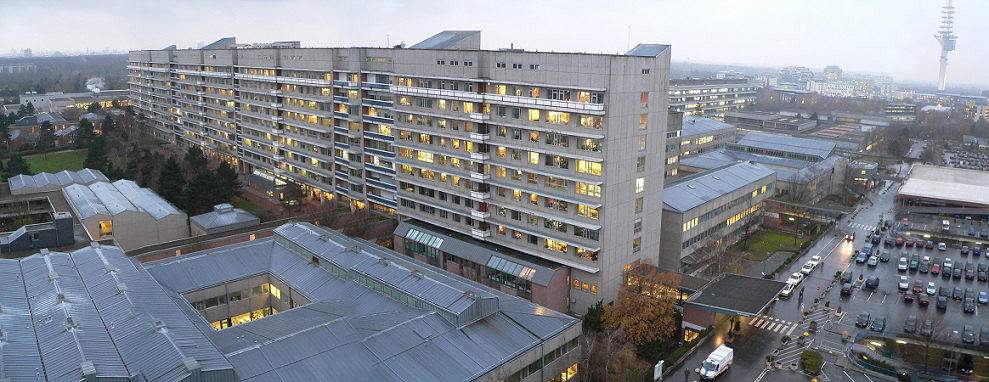
Bettenhaus der Klinik

Das Klinikum der Medizinischen Hochschule Hannover ist ein Krankenhaus mit überregionalem Einzugsbereich. Das Universitätsklinikum verfügt über 41 Fachabteilungen mit 1.520 Betten. Weitere Betten der MHH befinden sich in anderen Krankenhäusern in Hannover. 2021 wurden 57.100 Patienten stationär und 272.556 ambulant behandelt. Die MHH ist Deutschlands größtes Transplantationszentrum. Im Jahr 2021 wurden hier 337 Transplantationen solider Organe sowie 180 Knochenmarks- und Stammzelltransplantationen vorgenommen.

## Pastoralklinikum der Evangelisch-lutherischen Landeskirche Hannovers
Das Pastoralklinikum ist eine Einrichtung der Evangelisch-lutherischen Landeskirche Hannovers und Arbeitsbereich im Zentrum für Seelsorge der Landeskirche. Das Klinikum bietet Aus-, Fort- und Weiterbildungen für Pastoren und kirchliche Mitarbeiter an, die als Seelsorger in Gemeinden, Krankenhäusern, Gefängnissen oder Diakonischen und Sozialen Einrichtungen arbeiten. Das Pastoralklinikum kooperiert eng mit der MHH und anderen Einrichtungen, z. B. dem Zentrum für Gesundheitsethik und Diakonischen Krankenhäusern. Die Leitung des Klinikums hat seinen Dienstsitz im Dienstgebäude des Zentrums für Seelsorge in der Blumhardtstraße 2.

## Beziehungen
Die MHH hat folgende Partneruniversitäten:
- Hiroshima University School of Medicine, Hiroshima, (Japan)
- Staatliche Medizinische Akademie, Kirow, (Russland)
- Universität Rouen, Rouen, (Frankreich).
- Universität Vechta, Niedersachsen
- Medizinische Universität Varna, Bulgarien

Bilaterale Verträge im Rahmen des Sokrates/Erasmus-Programms bestehen mit Universitäten in Belgien, Bulgarien, Estland, Finnland, Frankreich, Italien, Österreich, Polen, Portugal, Spanien und der Schweiz.

## Professoren
Siehe: Kategorie:Hochschullehrer (Medizinische Hochschule Hannover)

## Bekannte Absolventen
In Reihenfolge des Studienbeginns. Studienzeit in Klammern.
- Ursula von der Leyen (Humanmedizin 1980–1987), Politikerin
- Philipp Rösler (Humanmedizin 1993–1999), Politiker